# Dobšice (Morávia do Sul)
Dobšice é uma comuna checa localizada na região de Morávia do Sul, distrito de Znojmo.